# سفر بد
سفر بد (به انگلیسی: Bad Trip) یک فیلم کمدی آمریکایی محصول سال ۲۰۲۰ به کارگردانی کیتائو ساکورایی است. این فیلم دو دوست صمیمی (اریک آندره و لیل رل هاوری) را روایت می‌کند که از فلوریدا به شهر نیویورک سفر می‌کنند.
قرار بود این فیلم در ۱۴ مارس ۲۰۲۰ در فستیوال جنوب از جنوب غربی به نمایش درآید. و کمپانی اوریون پیکچرز در ۱۷ آوریل ۲۰۲۰ اکران جهانی کند، اما به دلیل همه‌گیری کرونا به‌طور نامحدود به تعویق افتاد. این فیلم به‌طور تصادفی در هفدهم آوریل در پرایم ویدئو منتشر شد. این فیلم بعداً به شبکه نتفلیکس فروخته شد که در سال ۲۰۲۱ اکران شد.

## بازیگران
- اریک آندره در نقش کریس کری
- لیل رل هاوری در نقش بود مالون
- تیفانی هدیش در نقش ترینا مالون
- میکلا کونلین در نقش ماریا لی[۵][۶][۷]